# Hugo Meynell-Ingram
Hugo Francis Meynell-Ingram (1822 - 26 mai 1871) est un homme politique du parti conservateur au Royaume-Uni. Il est député du Staffordshire West de 1868 à 1871.

## Biographie
Il est le fils de Hugo Meynell et de son épouse Georgina Pigou. Son père, propriétaire de Hoar Cross Hall et de Temple Newsam change son nom pour Meynell-Ingram. Sa mère est une femme brillante et charmante qui est amie avec des hommes tels que Sydney Smith, Lord Brougham, Walter Savage Landor et Charles Young.
Il est élu député de Staffordshire West en 1868 et hérite de son père, Temple Newsam et Hoar Cross, en 1869.
Il épouse Emily Charlotte Wood, fille de Charles Wood, et de Mary, fille de Charles Grey (2e comte Grey). Après sa mort, Emily construit l'église des Saints Anges à Hoar Cross comme mémorial . L'église est conçue par George Frederick Bodley et Thomas Garner. Mme Meynell Ingram est Dame de Grâce de l'Ordre de l'Hôpital Saint Jean de Jérusalem en Angleterre et le 8 mai 1902, elle est promue Dame de la justice dans le même ordre. Elle est morte en 1904.